# Maren Meinert
Maren Meinert (* 5. August 1973 in Rheinhausen, heute Stadtteil von Duisburg) ist eine deutsche Fußballtrainerin und ehemalige Fußballspielerin.

## Spielerkarriere
In der Bundesliga spielte Meinert für den FC Rumeln-Kaldenhausen beziehungsweise nach dessen Umbenennung in FCR Duisburg für ebendiesen und den FFC Brauweiler Pulheim, bevor die offensive Mittelfeldspielerin 2001 zusammen mit Bettina Wiegmann zu den Boston Breakers in die WUSA wechselte. In der WUSA wurde sie 2003 zur wertvollsten Spielerin gewählt. Mit 81 Scorerpunkten ist sie die erfolgreichste Scorerin der WUSA-Geschichte. Ihre größten Erfolge waren die Gewinne der Europameisterschaften 1995, 1997, 2001 mit der deutschen Nationalmannschaft und der Sieg bei der Weltmeisterschaft 2003 in den USA. Zwischen dem 9. Oktober 1991 und dem 12. Oktober 2003 absolvierte sie insgesamt 92 Länderspiele für das DFB-Team. Nach dem Gewinn der Weltmeisterschaft beendete Maren Meinert 2003 ihre Karriere als Spielerin.

## Trainerkarriere
Von 2005 bis August 2019 war sie als Trainerin beim DFB tätig. Dort trainierte sie die U-19- beziehungsweise die U-20-Nationalmannschaft der Frauen und konnte zweimal die U-20-Weltmeisterschaft und dreimal die U-19-EM gewinnen.
Im März 2024 gab der Deutsche Fußball-Bund bekannt, dass Meinert im Sommer 2024 an der Seite von Christian Wück neue Co-Trainerin der Fußballnationalmannschaft der Frauen werden soll.

## Erfolge
als Spielerin
- Weltmeisterin: 2003
- Vize-Weltmeisterin: 1995
- Europameisterin: 1995, 1997, 2001
- Wertvollste Spielerin der US-Profiliga WUSA: 2003
- Deutsche Meisterin: 2000 mit dem FCR Duisburg
- Deutsche Vize-Meisterin: 1997 mit dem FCR Duisburg
- Deutsche Pokalsiegerin: 1998 mit dem FCR Duisburg
- Hallenmasters-Siegerin: 1995 mit dem FC Rumeln-Kaldenhausen
- Olympische Bronzemedaille: 2000

als Trainerin
- U-20-Weltmeisterin: 2010, 2014
- U-19-Europameisterin: 2006, 2007, 2011
- U-20-Vizeweltmeisterin: 2012
- 3. Platz bei der U-20-Weltmeisterschaft: 2008

## Auszeichnungen
- Verdienstorden des Landes Nordrhein-Westfalen[4]
- Felix-Preisträgerin 2010 („Trainerin des Jahres“ von Nordrhein-Westfalen)
- Silbernes Lorbeerblatt
- Trainerpreis des deutschen Fußballs 2014